# Majlis Ugama Islam Sabah
Die Majlis Ugama Islam Sabah (MUIS) war eine von BERJAYA-Regierung gesteuerte Organisation im malaysischen Bundesstaat Sabah, die von 1977 bis 1984 die Islamisierung der Bevölkerung Sabahs betrieb.

## Geschichte
Die Erfolge der nichtamtlichen Islamisierungsorganisation United Sabah Islamic Association (USIA) Mitte der 1970er Jahre zwang die Politik, sich stärker als zuvor um die sozialen Bedürfnisse der wachsende Anzahl Muslime in Sabah zu kümmern. Zwar hatte bereits die USIA die Bildung eines Islamischen Rates angeregt, aber es war die frisch gewählte BERJAYA-Regierung, die am 16. Februar 1977 die Majlis Ugama Islam Sabah (MUIS) per Gesetz institutionalisierte.
Nachdem BERJAYA der malaysischen Regierung vorgeschlagen hatte, die Verwaltung der Islamangelegenheiten Sabahas zu übernehmen, wurde MUIS im Jahr 1984 aufgelöst.

## Massenkonvertierungen
Finanziert mit Regierungsgeldern konnte die MUIS die Islamisierungaktivitäten in Sabah beträchtlich ausweiten. Konvertierungszeremonien wurden nun ausführlich durch die Medien begleitet. Bei dem Anfang der 1980er Jahre einsetzenden Phänomen der Massenkonvertierungen schickte die Regierung stets hochrangige Politiker als „Zeugen“, um die Bedeutung des Übertritts zum Islam zu unterstreichen. Einer Massenkonvertierung von 900 Murut in Keningau am 5. Juli 1980 wohnten der Staatsminister Suffian Koroh und der malaysische Präsident Mahatir Mohamad bei. Am 16. April 1983 wurden in Kota Marudu 2.000 Rungus in Beisein von Tuan Yang Terutama Adnan Robert und den Botschaftern von Irak und Kuweit zum Islam konvertiert.